# Dupree (South Dakota)
Dupree ist eine Stadt im Ziebach County im US-Bundesstaat South Dakota. Dupree hatte im Jahr 2020 bei der Volkszählung 494 Einwohner auf einer Fläche von 1 km². Dupree ist County Seat des Countys.

## Demographische Daten
Das durchschnittliche Einkommen eines Haushalts liegt bei 22.250 USD, das durchschnittliche Einkommen einer Familie bei 20.781 USD. Männer haben ein durchschnittliches Einkommen von 21.667 USD gegenüber den Frauen mit durchschnittlich 14.875 USD. Das Pro-Kopf-Einkommen liegt bei 8206 USD. 52,1 % der Einwohner und 41,9 % der Familien leben unterhalb der Armutsgrenze. 37,1 % der Einwohner sind unter 18 Jahre alt und auf 100 Frauen ab 18 Jahren und darüber kommen statistisch 79,6 Männer. Das Durchschnittsalter beträgt 28 Jahre. (Stand: 2000).